# Billy Dennehy
Pour les articles homonymes, voir Dennehy.
Billy Dennehy, né le 17 février 1987 à Tralee dans le comté de Kerry en Irlande, est un joueur professionnel de football. Il joue actuellement dans le club irlandais des Shamrock Rovers. Il joue au poste de milieu de terrain gauche.
Son frère, Darren Dennehy est aussi footballeur mais joue en Angleterre au Barnet Football Club.

## Carrière

### Ses débuts
Billy Dennehy est un enfant très sportif, jouant avec talent à la fois au football et au football gaélique. Il remporte d’ailleurs en 2004 le championnat de football gaélique junior du Munster avec Kerry GAA et joue dans le club d’Austin Stacks à Tralee.
Dennehy débute dans le football dans le club de football de sa ville natale, le Tralee Dynamos. Il y joue jusqu’à ce que le club soit dissous avant de rejoindre les Kingdom Boys. De là il est repéré et engagé par un des grands clubs dublinois, le Shelbourne Football Club.
Après plusieurs essais dans des clubs anglais comme Nottingham Forest, Aston Villa Football Club ou Southampton FC, Dennehy est engagé en janvier 2005 par le club du nord de l’Angleterre Sunderland AFC qui est alors entraîné par Mick McCarthy. Il ne parvient néanmoins pas à intégrer l’équipe première et joue régulièrement dans l’équipe réserve et l’équipe junior. En novembre 2007, il est prêté pour un mois au club d’Accrington Stanley FC. Il joue alors son tout premier match de football professionnel. En juin 2008, il est laissé libre par Sunderland.

### En Irlande
Le 27 août 2008, Billy Dennehy signe pour le club nord-irlandais de Derry City Football Club. Après seulement quelques mois, Dennehy rompt son contrat pour s’engager avec le Cork City Football Club. Il y signe un contrat de deux ans et demi le 27 janvier 2009.
Le 25 janvier 2010, Dennehy quitte Cork pour le club dublinois Shamrock Rovers Football Club. Il marque dès son premier match pour le club lors d’une rencontre de pré-saison contre Longford Town. Il marque son premier but en championnat pour les Hoops le 9 avril lors du derby dublinois contre le Bohemian FC.
En 2010 et 2011, Billy Dennehy remporte deux fois consécutivement le championnat d'Irlande de football avec les Shamrock Rovers. Il étoffe son palmarès avec la Setanta Sports Cup 2011 et participe à la campagne des Rovers en Ligue Europa. En 2011 il est avec 16 buts le meilleur buteur du club toutes compétitions confondues.

## Palmarès
- Shamrock Rovers
  - Champion d'Irlande 2010 et 2011
  - Vainqueur de la Setanta Sports Cup 2011